# تيريسيتا (ميزوري)
تيريسيتا (بالإنجليزية: Teresita)‏ هي إحدى المجتمعات الفردية (غير مصنفة) في ولاية ميزوري في الولايات المتحدة الأمريكية. هذه الجماعة نشأت عام 1904 للميلاد.